# Fast-rope

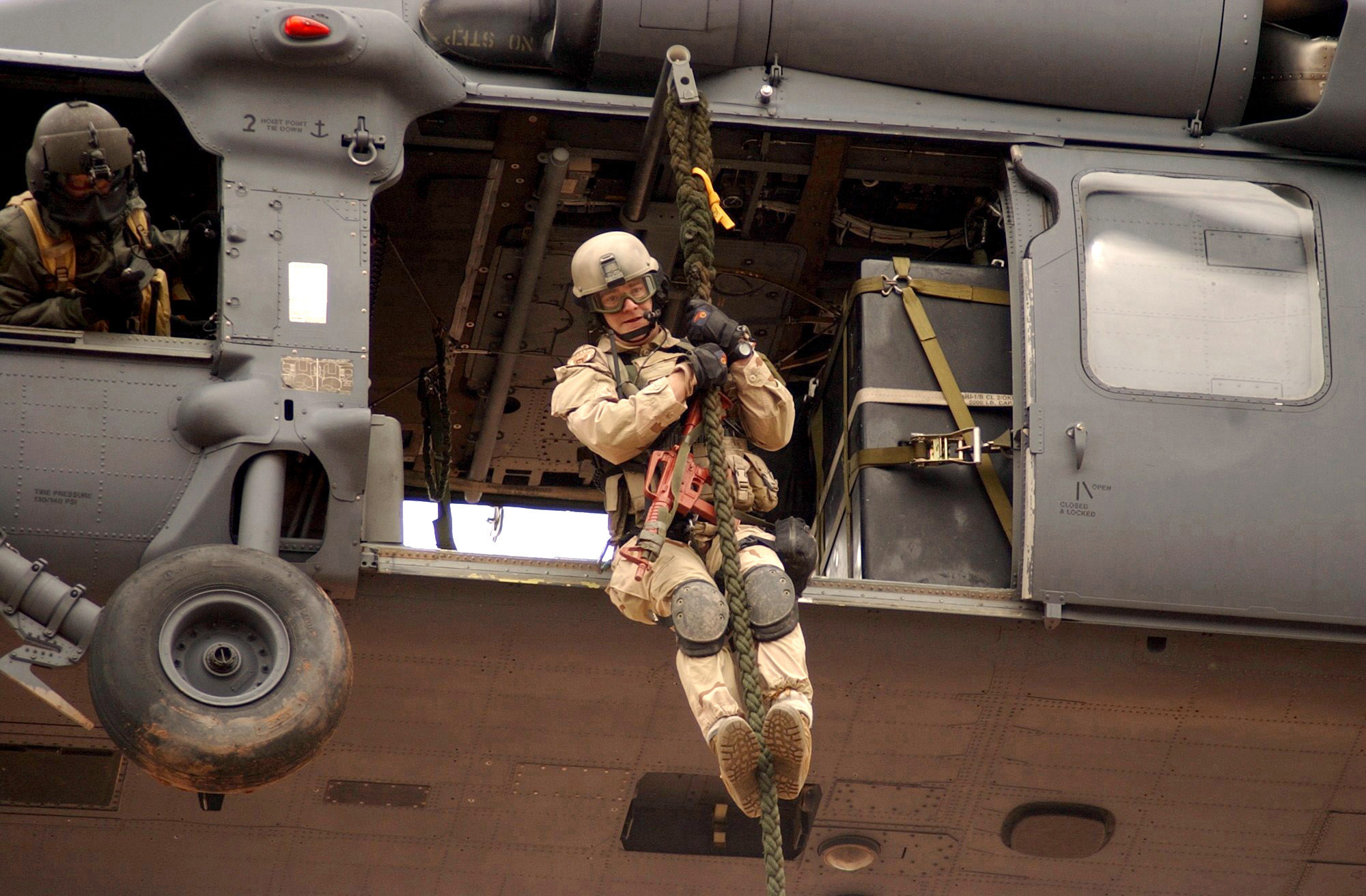
Żołnierz USA opuszczający śmigłowiec HH-60 Pave Hawk

Fast-rope (w wolnym tłumaczeniu "szybka lina") lub fast roping to technika zjazdu na linie bez wykorzystania sprzętu wspinaczkowego. Szybka lina stosowana jest w działaniach desantowo-szturmowych, działaniach specjalnych i ratowniczych jako szybka metoda lądowania desantu przenoszonego na pokładzie śmigłowca. Fast roping jest metodą przydatną w sytuacji, w której niepożądane (bądź niemożliwe) jest lądowanie śmigłowca.
W przypadku desantowania większej ilości żołnierzy jest to metoda szybsza niż zjazd na linie z wykorzystaniem przyrządów zjazdowych (np. stop rolki). Szybkość zjazdu na sprzęcie wysokościowym może być większa niż na linie szybkiej, ale z jednej liny może naraz korzystać tylko jedna osoba. Metoda szybkiej liny jest znacznie bardziej niebezpieczna – zwłaszcza gdy osoba stosująca tę technikę, wyposażona jest w ciężki ekwipunek.
Kolejną wadą stosowania tej metody, w porównaniu do innych technik desantowania, mogłaby być konieczność użycia obydwu rąk, co uniemożliwia użycie broni w trakcie zjazdu. Jednakże w czasie zjazdu za pomocą sprzętu wysokościowego tak samo kontroluje się zjazd używając obu rąk, do tego w takich sytuacjach ogień prowadzą tylko kaskaderzy na filmach lub operatorzy na pokazach, aby uatrakcyjnić występ. Ogień prowadzony w czasie zjazdu jest niecelny i z powodu braku dodatkowych punktów podparcia siła odrzutu broni może wprawić strzelającego w ruch obrotowy.
Osoba wykorzystująca tę technikę ześlizguje się po linie trzymanej za pomocą stóp i rąk. Kluczowym elementem tej metody jest wykorzystanie rękawic ochronnych w celu uniknięcia poparzenia dłoni – co mogłoby prowadzić nawet do puszczenia liny i upadku.
Z jednej liny może korzystać jednocześnie kilka osób ześlizgujących się po niej w odstępach ok. trzymetrowych tak, by osoba znajdująca się na ziemi miała możliwość ustąpienia miejsca kolejnym, ilość korzystających naraz z jednej liny jest ograniczona wysokością zawisu śmigłowca oraz dopuszczalnym udźwigiem podczepienia liny w śmigłowcu i dopuszczalnym obciążeniem liny.
Wykorzystywana w tej metodzie lina powinna być gruba (typowo ok. 40 mm) – dzięki temu zjeżdżający po linie mają większą pewność chwytu.
Jest to metoda typowa dla działań wymagających szybkiego desantowania zespołu w strefie/punkcie lądowania.
W czasie desantowania metodą szybkiej liny minimum 1 m liny powinien leżeć na ziemi w celu zapewnienia zjeżdżającym kontaktu z liną do samego przyziemienia. Jest to uwarunkowane faktem, że helikopter w zawisie "pracuje" góra – dół nawet przy bezwietrznej pogodzie. Wysokość desantowania zależy od długości liny. Najdłuższe stosowane w tej metodzie, liny mają około 40 m.

## Galeria

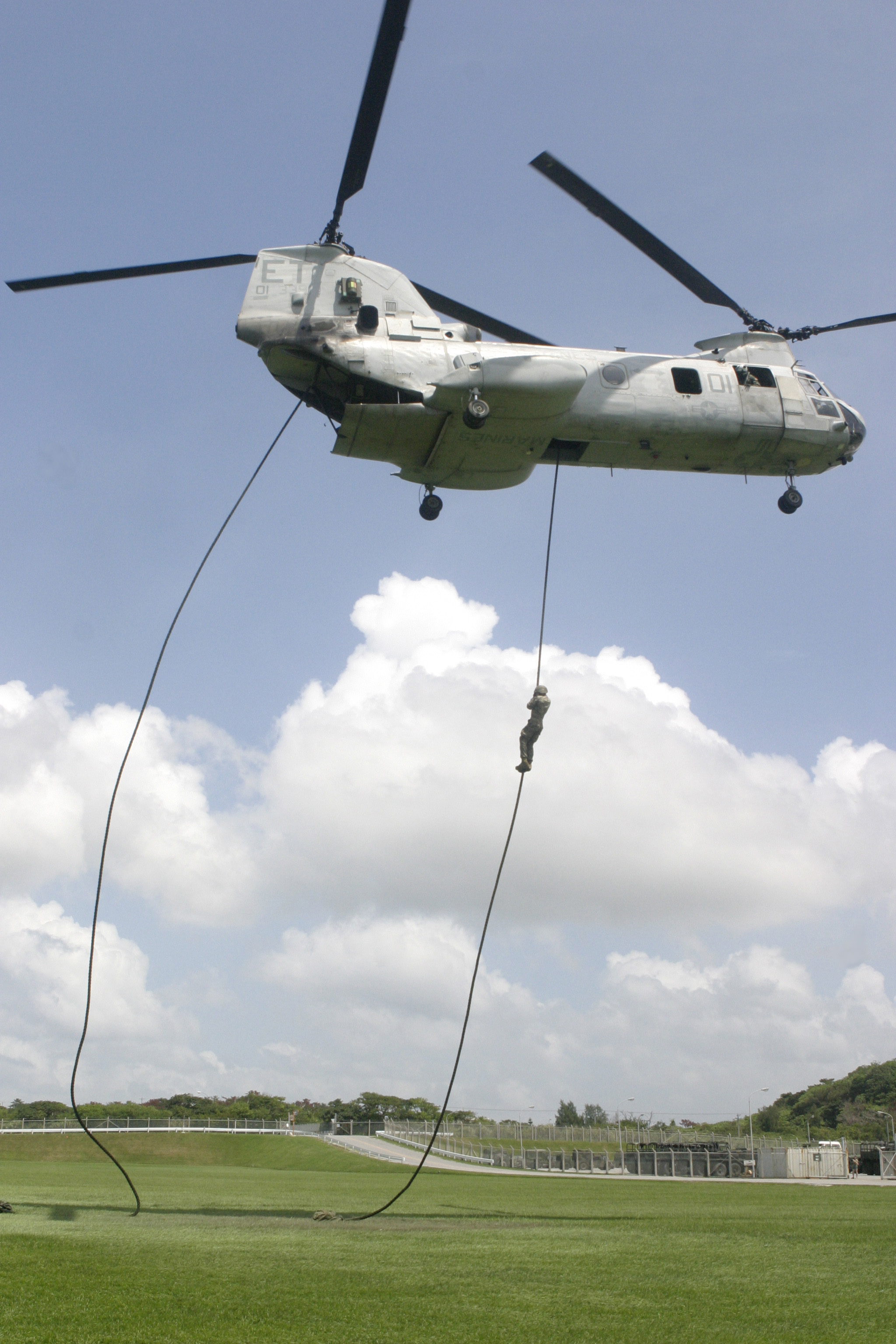
Amerykański żołnierz Piechoty Morskiej opuszcza śmigłowiec CH-46E Sea Knight stosując technikę fast rope
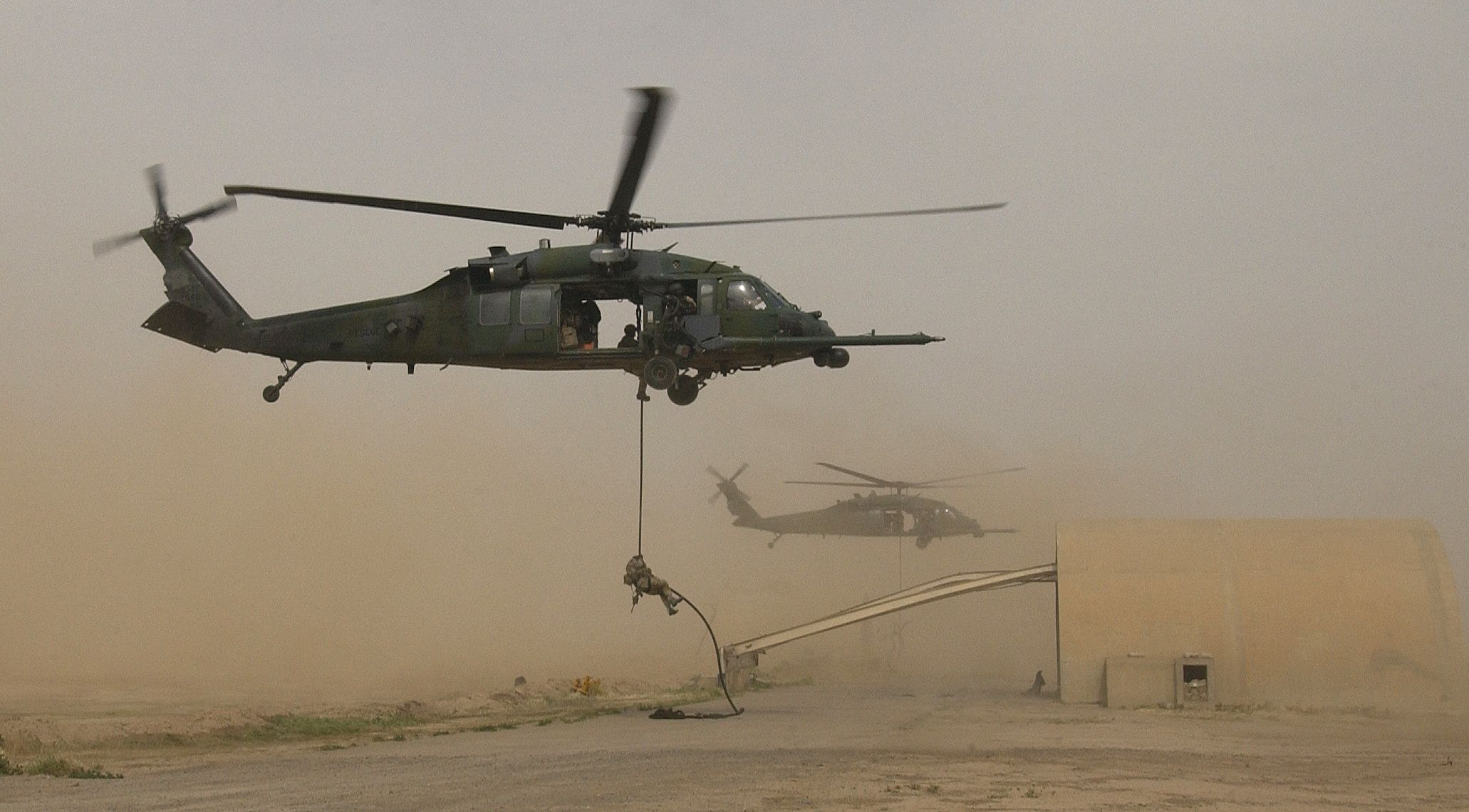
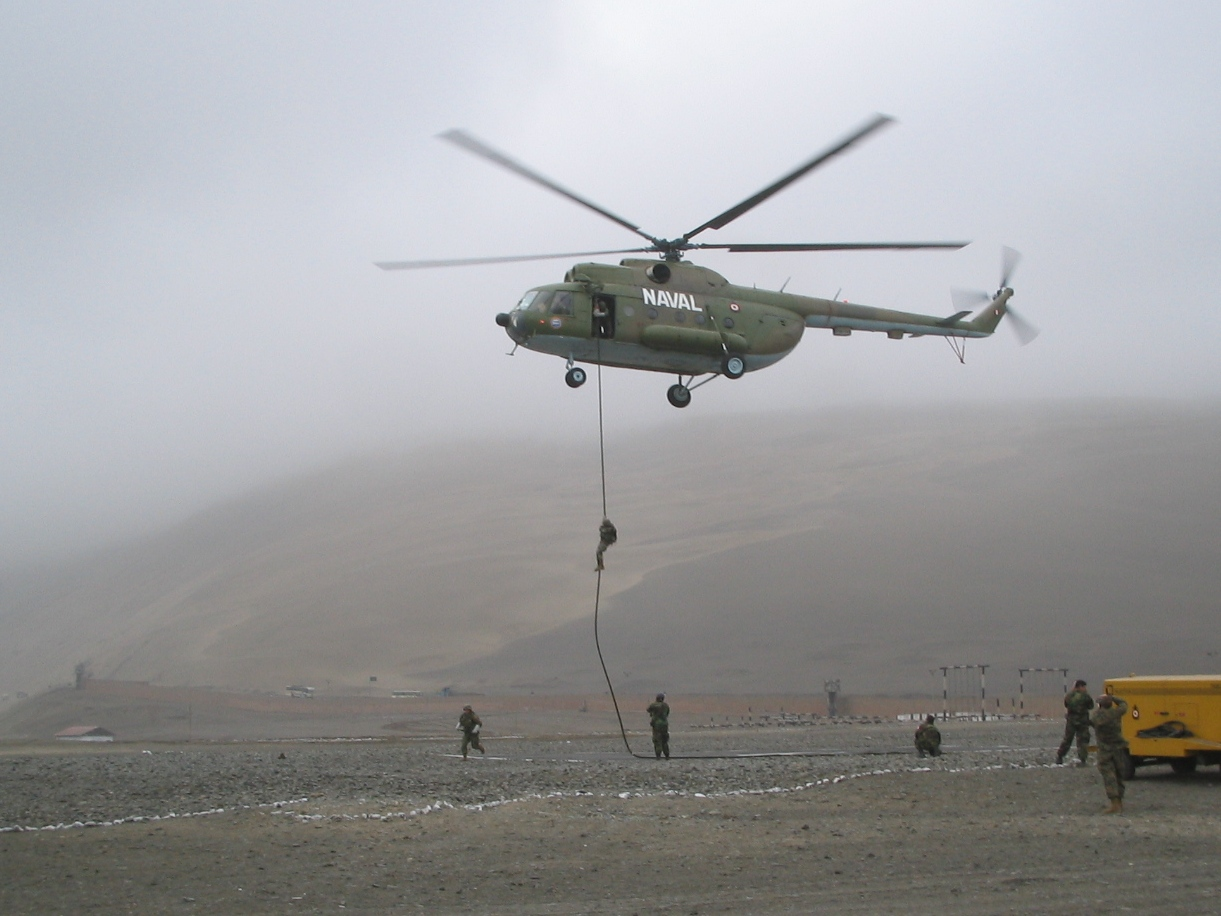
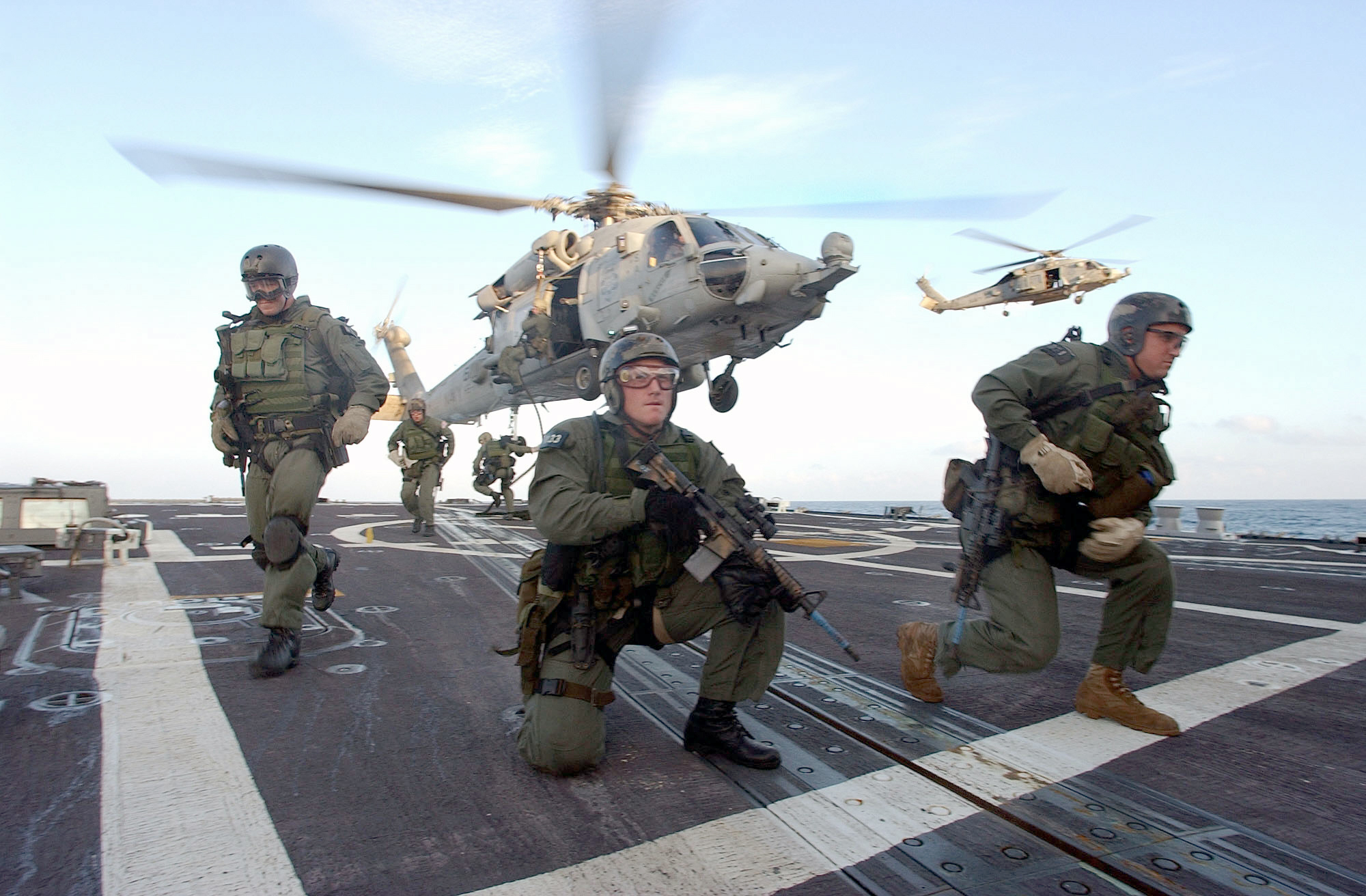
Navy SEALS osłaniający kolegów lądujących za pomocą fast rope na pokładzie USS "Oscar-Austin"